# Laxton's Pearmain
Laxton's Pearmain es una variedad cultivar de manzano (Malus domestica). 
Un híbrido del cruce de Cox's Orange Pippin x Wyken Pippin. Criado en Bedford por "Laxton Bros. Ltd.", en 1897 e introducido por ellos en 1922. Recibió el Premio al Mérito de la Royal Horticultural Society (Sociedad Real de Horticultura) en 1922.Las frutas tienen una pulpa firme y crujiente con un sabor dulce y ligeramente aromático.

## Sinónimo
- "Bedford Pearmain".

## Historia
'Laxton's Pearmain' es una variedad de manzana, híbrido del cruce de Cox's Orange Pippin x Wyken Pippin. Desarrollado y criado a partir de 'Cox's Orange Pippin' mediante una polinización por la variedad 'Wyken Pippin', por "Laxton Bros. Ltd." Bedford, Inglaterra, (Reino Unido) a finales del siglo XIX en 1897 e introducido por ellos en el mercado en 1922. Recibió el Premio al Mérito de la Royal Horticultural Society (Sociedad Real de Horticultura) en 1922.
'Laxton's Pearmain' se cultiva en la National Fruit Collection con el número de accesión: 1929-024 y Accession name: Laxton's Pearmain.

## Características
'Laxton's Pearmain' árbol de extensión erguida, de vigor moderadamente vigoroso, portador de espuela. Tiene un tiempo de floración que comienza a partir del 11 de mayo con el 10% de floración, para el 16 de mayo tiene una floración completa (80%), y para el 22 de mayo tiene un 90% caída de pétalos.
'Laxton's Pearmain' tiene una talla de fruto medio; forma amplia cónica globosa, con una altura de 54.00mm, y con una anchura de 67.00mm; con nervaduras ausentes; epidermis con color de fondo es amarillo verdoso, con un sobre color lavado de rojo, importancia del sobre color medio-alto, y patrón del sobre color hay un lavado granate en la superficie expuesta al sol y rayas más oscuras, "russeting" (pardeamiento áspero superficial que presentan algunas variedades) medio; la piel tiende a ser lisa y se vuelve grasienta en la madurez; ojo está parcialmente cerrado y de tamaño mediano, agujereado en una cuenca pequeña y poco profunda que generalmente está rodeada por una gran mancha de color marrón rojizo; pedúnculo largo y de grosor medio, colocado en una cavidad cubierta de "russeting" profunda y muy estrecha; carne es de color crema amarillento, de textura firme y crujiente. Jugoso, dulce, algo ácido y bastante aromático, sabroso.
Su tiempo de recogida de cosecha se inicia a mediados de octubre. Se mantiene bien durante cuatro meses en cámara frigorífica.

## Usos
Una buena manzana de uso de postre fresca en mesa.

## Ploidismo
Diploide, auto estéril. Grupo de polinización: E, Día 16.